# Declan Hill

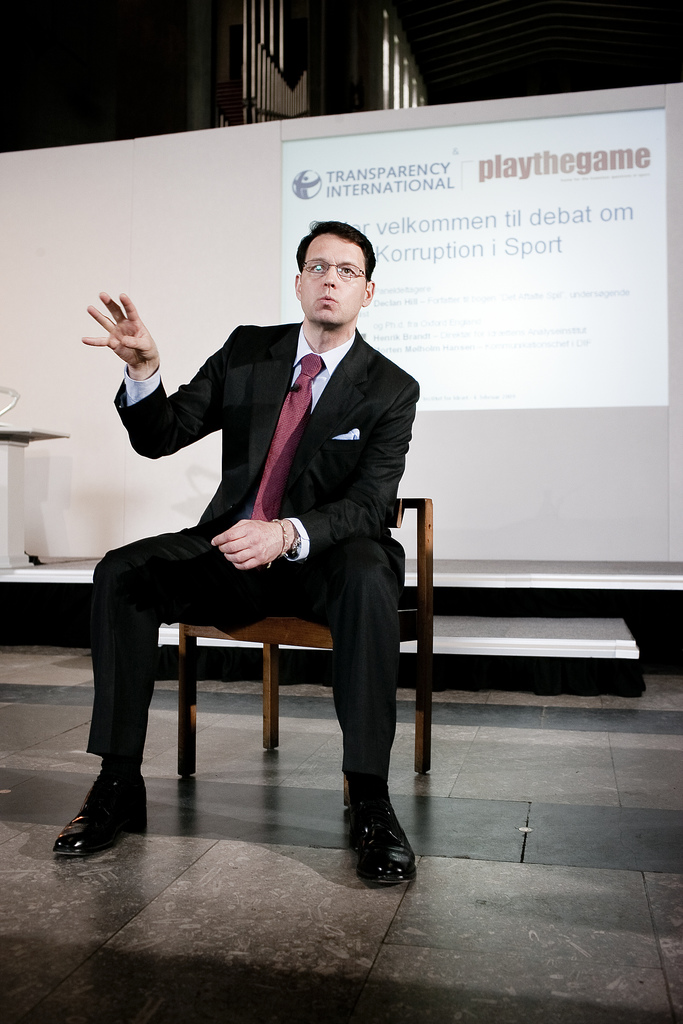

Declan Hadrian Hill ist ein kanadischer Journalist, Dozent und Berater. Er ist einer der weltweit führenden Experten für die Themen Spielmanipulationen und Bestechungen im internationalen Sport. 2008 wurde er an der Oxford University bei Diego Gambetta über Fußball und organisiertes Verbrechen promoviert (Greed and Glory: match-fixing in professional football). Sein Buch "Sichere Siege – Wie Fußballspiele manipuliert werden" erschien in 15 Sprachen. Dort beschreibt er die Gefahren für den internationalen Sport durch die Ausweitung des Wettspielmarktes und geht auch auf mögliche Spielmanipulationen im Profifußball ein. Weiterhin ist er Reviewer für "Global Integrity" und hat sich in der Vergangenheit u. a. mit dem Einfluss der russischen Mafia im Profi-Eishockey beschäftigt.

## Anfänge
Declan Hill ist Absolvent der National Theatre School of Canada, des Trinity College in Toronto und der University of Oxford. Er trat in Nebenrollen auf dem Shaw Festival und in anderen kanadischen Theatern auf. Außerdem spielte er in der indischen TV-Serie Bhaarat ek Khoj mit. Aufgrund seiner Erfahrungen in einer Straßenklinik in Kalkutta wandte er sich allmählich vom Theater ab und wurde zu einem der Gründungsmitglieder des kanadischen Freiwilligen-Kapitels der Ärzte ohne Grenzen (MSF). Später wandte er sich dann dem Journalismus zu. Zuerst arbeitete er als Enthüllungsjournalist für die Canadian Broadcasting Corporation (CBC), bzw. deren Flaggschiff-Programm fifth estate, später als Nachrichtensprecher von Newsworld International.

## Heute
Vor der Veröffentlichung seines Buches erstellte Hill Dokumentationen über die Morde an philippinischen Journalisten, die Tötung des Kopfes der kanadischen Mafia, die Kämpfe im Kosovo, die ethnische Säuberung im Irak, die heidnische Religion in Bolivien sowie über Ehrenmorde in der Türkei.
Außerdem hielt er Vorträge vor einer Vielzahl von Organisation. Dazu zählen u. a. das IOC, der niederländische Fußballverband (KNVB) sowie die australische und neuseeländische Sportrechtsorganisation ANZSLA. 2007 gewann Declan Hill den Award der Canadian Association of Journalists für die beste Radiodokumentation. Weiterhin bekam er 2003 einen Amnesty International Canada 2003 Media Award in der Kategorie Audio/Video Award für die Reportage „Too Many Reasons To Die“ in der CBC-Radiosendung Dispatches überreicht.
Aufgrund seines Buches Sichere Siege: Fußball und organisiertes Verbrechen oder wie Spiele manipuliert werden untersucht die UEFA 26 Fußballspiele (u. a. UI-Cup-Spiele und drei Spiele der Qualifikation zur UEFA Champions League). Auch der DFB nahm zwei Spiele genauer unter die Lupe: Hannover 96 – 1. FC Kaiserslautern vom 26. November 2005 und Karlsruher SC – Sportfreunde Siegen vom 7. August 2005.
2009 wurde Hill mit dem Play The Game Award für die Person mit dem größten Einsatz zum Erhalt des einwandfreien und ehrlichen Sports ausgezeichnet. 2018 wurde er als Associate Professor an die Fakultät für Financial Investigation der University of New Haven berufen.
In seiner Freizeit geht Hill dem Boxsport nach. Im kubanischen Havanna trainiert er Gruppen von Hobby- und Wettbewerbskämpfern.

## Werke
- Sichere Siege. (Original The Fix. Soccer and Organized crime.) 1. Auflage, Verlag Kiepenheuer und Witsch, Köln 2008, ISBN 978-3-462-04067-8